# 21 км (зупинний пункт, Запорізька дирекція Придніпровської залізниці)
Платформа 21 км — недіюча залізнична платформа Запорізької дирекції Придніпровської залізниці. Знаходиться на перегоні Запоріжжя-Ліве — Імені Анатолія Алімова.
Розташована у Заводському районі міста Запоріжжя.

## Транспортне сполучення
На платформі 21 км зупинялися приміські електропоїзди сполученням Запоріжжя-Ліве — Дніпробуд II. Після 2014 року рух електропоїздів був скасований.
Поруч із платформою знаходиться кінцева зупинка «Запоріжжя-Ліве» трамвайного маршруту № 3.